# Robbie Brightwell
Robbie Ian Brightwell MBE (* 27. Oktober 1939 in Rawalpindi, Britisch-Indien; † 6. März 2022) war ein britischer Leichtathlet. Bei einer Körpergröße von 1,88 m betrug sein Wettkampfgewicht 81 kg.

## Karriere
Robbie Brightwell begann am Shrewsbury Technical College seine Laufbahn als Leichtathlet.
Bei den British Empire and Commonwealth Games 1958 in Cardiff schied Robbie Brightwell über 220 Yards im Halbfinale aus. Einen Monat später, im August, fanden in Stockholm die Europameisterschaften 1958 statt. Im 200-Meter-Lauf belegte Brightwell in 21,9 s Platz fünf.
Bei den Olympischen Spielen 1960 in Rom verbesserte Robbie Brightwell den britischen Rekord im 400-Meter-Lauf gleich zweimal. Im Viertelfinale auf 46,2 s (elektronisch 46,31 s), im Halbfinale auf 46,1 s (elektronisch 46,25 s). Mit seiner Zeit im Halbfinale belegte er nur Platz vier in seinem Halbfinale und gehörte nicht zu den sechs Finalisten. Die britische 4-mal-400-Meter-Staffel belegte in Rom nach 3:08,3 min Rang fünf im Finale.
Sein 400-Meter-Rekord wurde 1961 von Adrian Metcalfe verbessert. Bei den Europameisterschaften 1962 in Belgrad siegte aber Brightwell in neuem Rekord von 45,9 s vor den bundesdeutschen Manfred Kinder und Hans-Joachim Reske. Metcalfe wurde Vierter. Im Staffelfinale gewann das Team aus der Bundesrepublik Deutschland in 3:05,8 min vor den Briten in 3:05,9 min. Die British Empire and Commonwealth Games 1962 fanden Ende des Jahres in Perth statt. Brightwell belegte über 440 Yards in 46,86 s Platz zwei hinter dem Jamaikaner George Kerr und auch in der 4-mal-440-Yards-Staffel gewann Jamaika vor den Engländern.
Vor den Olympischen Spielen 1964 in Tokio war Brightwell einer der Favoriten auf der 400-Meter-Strecke. Im Halbfinale lief er mit 45,79 s die schnellste Zeit. Im Finale konnte er diese Zeit (und den britischen Rekord) auf 45,75 s verbessern und wurde doch nur Vierter in dem vom US-Amerikaner Mike Larrabee vor Wendell Mottley aus Trinidad gewonnenen Rennen. In der Staffel lagen die Briten nach Tim Graham, Adrian Metcalfe und John Cooper auf Platz vier. Robbie Brightwell überholte als Schlussläufer sowohl George Kerr als auch Wendell Mottley und sicherte den Briten nach 3:01,6 min Silber hinter der Weltrekordstaffel aus den USA, vor Trinidad, Jamaika und der Bundesrepublik.
1965 wurde Robbie Brightwell als MBE ausgezeichnet.

## Familie
Robbie Brightwell kam in Rawalpindi, Britisch-Indien (heute Teil von Pakistan) zur Welt und zog 1946 mit seiner Familie nach England, wo er in Donnington, Telford and Wrekin aufwuchs.
In Tokio war seine Verlobte Ann Packer mit Silber über 400 Meter und Gold über 800 Meter noch erfolgreicher als er gewesen. Nach den Olympischen Spielen heirateten die beiden. Der älteste Sohn Gary (* 6. Oktober 1965) erreichte 1984 eine 400-Meter-Zeit von 47,90 s. Die beiden jüngeren Söhne Ian (* 9. April 1968) und David (* 7. Januar 1971) wurden Fußballprofis bei Manchester City.